# Livadiapaleis

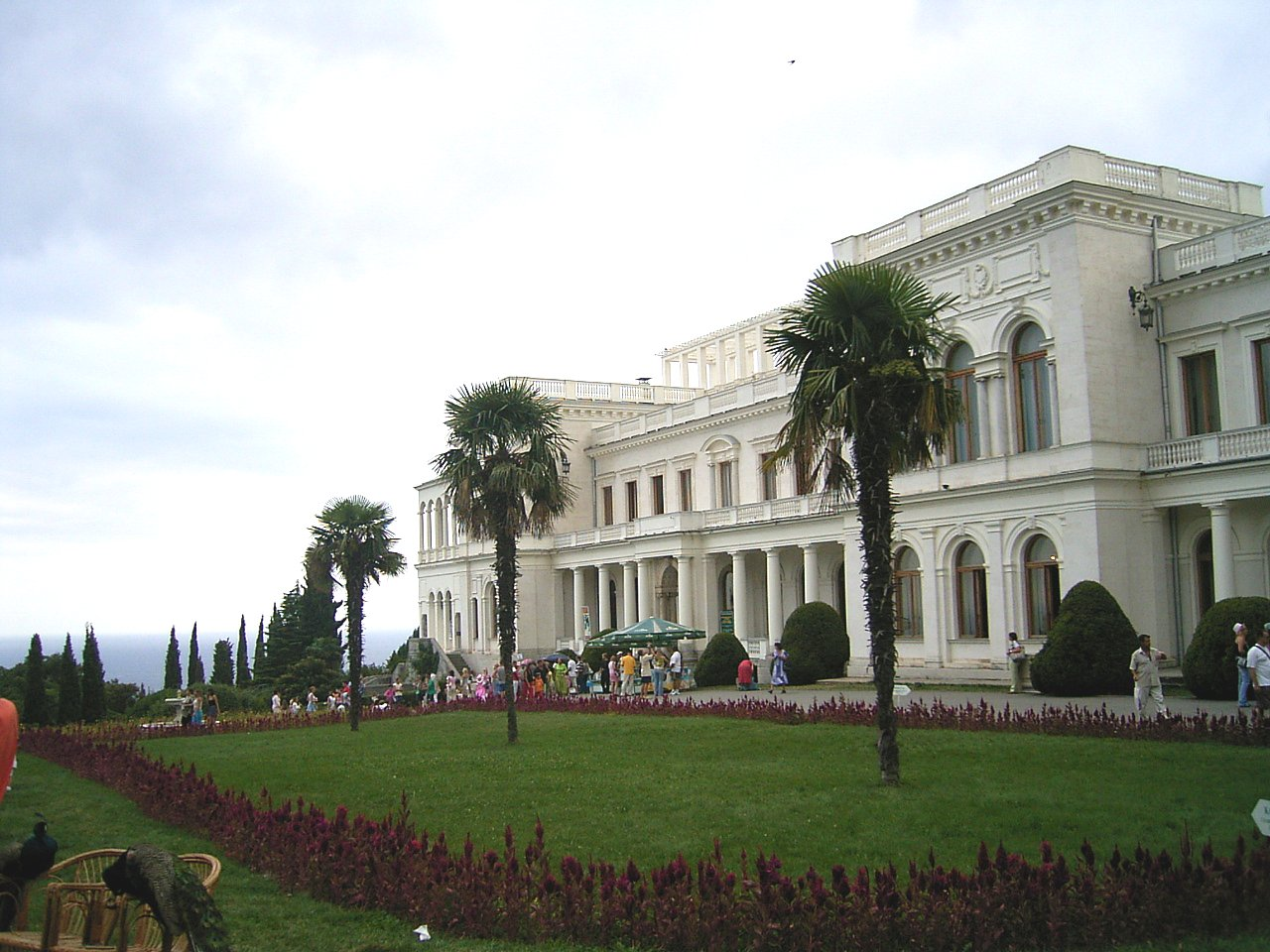
Het Livadiapaleis in Jalta.

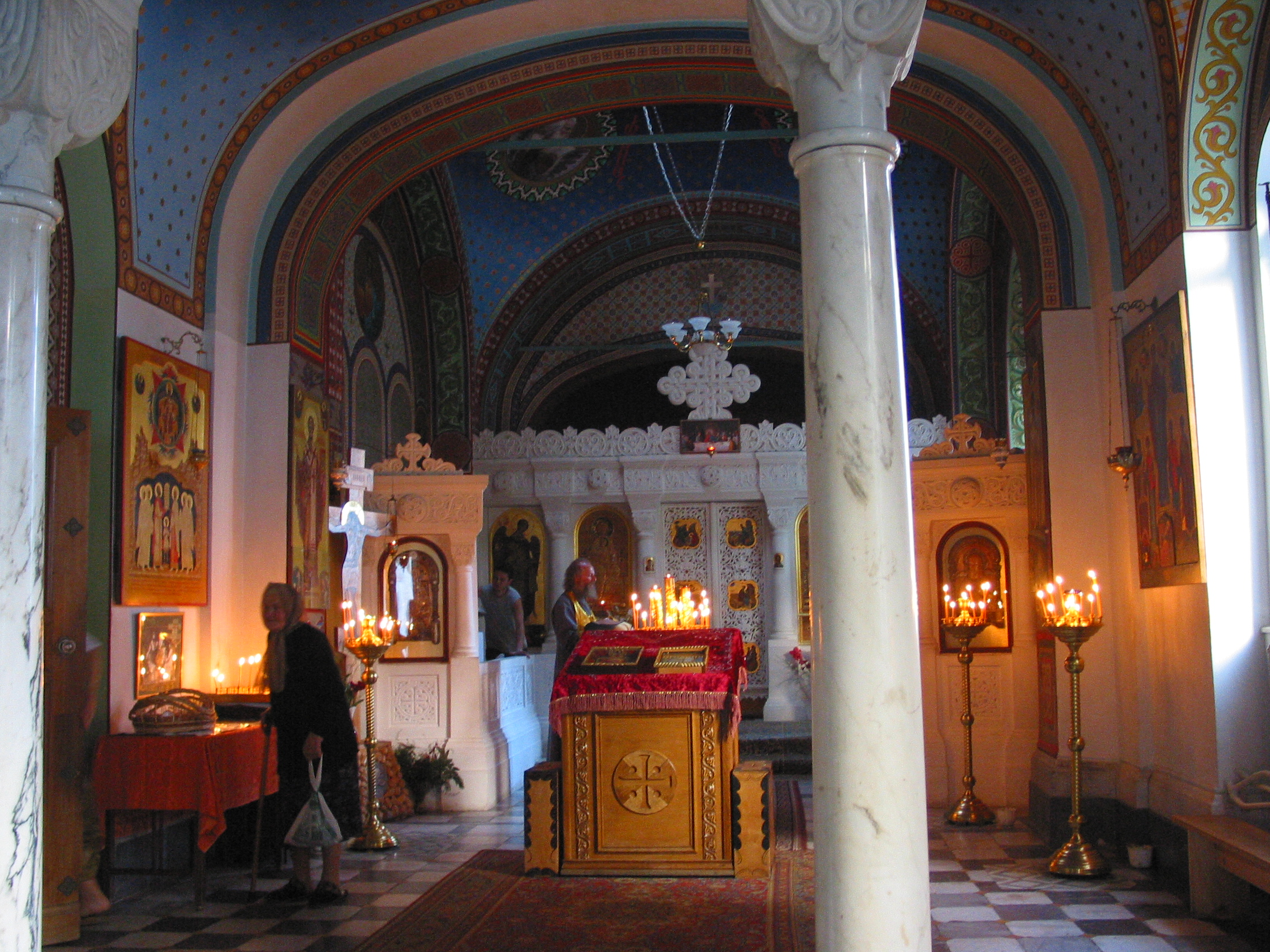
De Russisch-orthodoxe kerk.

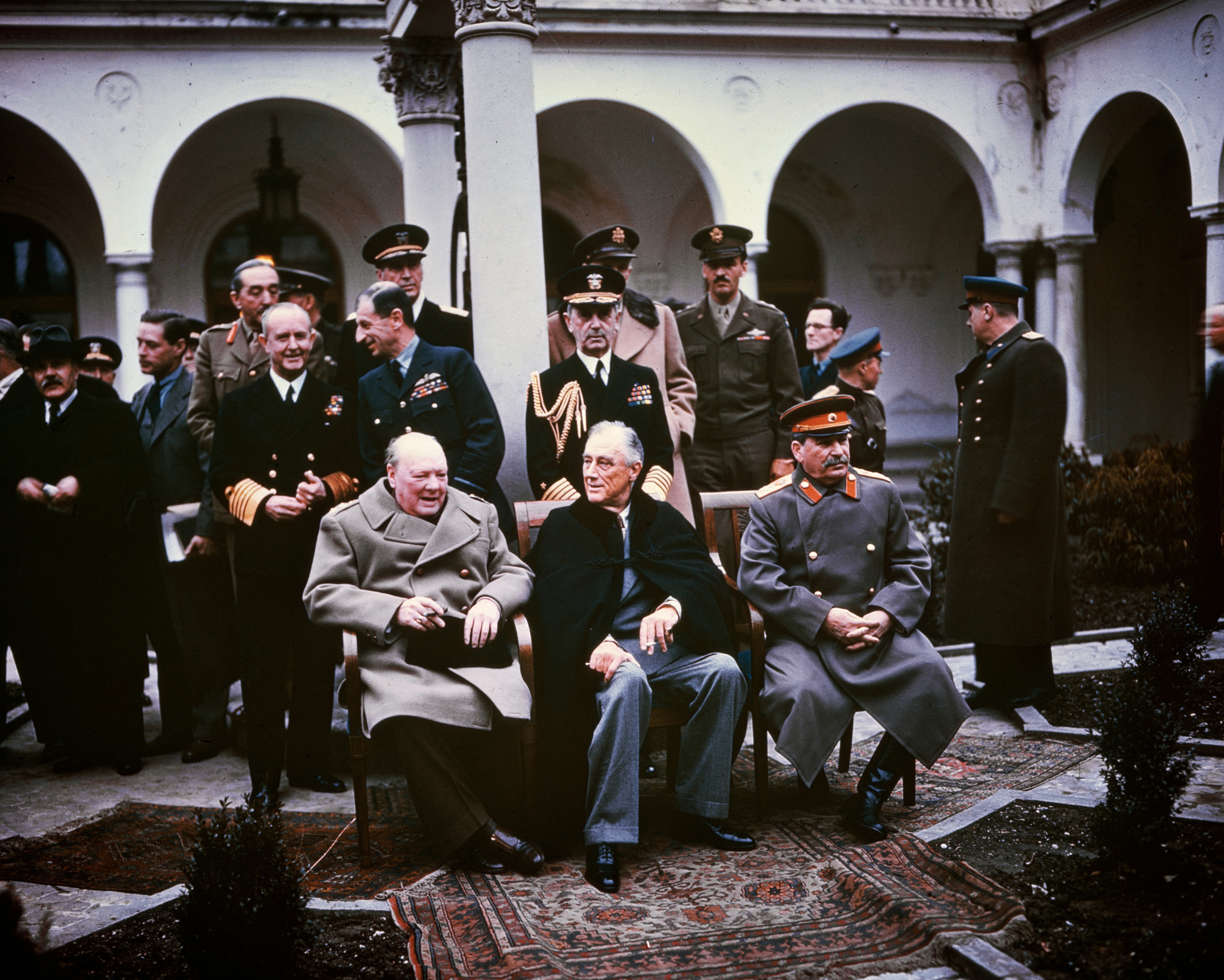
De Conferentie van Jalta.

Het Livadiapaleis (Oekraïens: Лівадійський палац, Livadijskij palats; Russisch: Ливадийский дворец, Livadijski dvorets) is een paleis vlak bij de Oekraïense stad Jalta. Het kijkt uit over de Zwarte Zee.
Het was de zomerresidentie van de Russische tsarenfamilie.

## Architectuur
Het huidige gebouw werd in 1911 opgeleverd.
Het is opgetrokken uit wit marmer en gebouwd in neorenaissancestijl.
Het gebouw had niet alleen ruimte voor de tsarenfamilie maar bood ook genoeg ruimte om een grote hofhouding en de complete ministerraad te huisvesten.
Verder heeft het complex twee trappenhuizen en een Russisch-orthodoxe Kerk.
Het gebouw heeft twee binnenplaatsen, één in Italiaanse en één in Moorse stijl.
Aan de noordzijde staat een Florentijnse toren.
Het paleis wordt omringd door een Engelse landschapstuin.

## Geschiedenis
Waarschijnlijk werd het eerste fort op deze plek al lang voor onze jaartelling gebouwd.
Het fort werd meerdere malen vernield en weer opgebouwd.
Rond 1835 stond hier een Tataarse vesting.
Deze werd door de Potockifamilie omgebouwd tot landhuis.
Ze gaven het de naam Liwadija wat in het Oudgrieks Toegang tot het paradijs betekent.
Vanaf 1861 werd het paleis de zomerresidentie van tsaar Alexander II.
Deze liet het verbouwen en uitbreiden door de Italiaanse architect Ippolit Monighetti.
In 1909 reisde tsaar Nicolaas II naar Italië.
Hij en zijn echtgenote waren zozeer onder de indruk van de Italiaanse Renaissancistische paleizen dat ze opdracht gaven om op deze locatie een compleet nieuw paleis te laten bouwen.
Na veel discussie binnen de familie werd besloten dat de vier zijden van het gebouw elk een ander uiterlijk zouden krijgen.
De bouw duurde 17 maanden en op 11 september 1911 werd het gebouw opgeleverd in zijn huidige vorm.
Van 1931 tot 1941 was het gebouw een sanatorium.
In de periode 1941 - 1944 werd het gebied door de Wehrmacht bezet.
Van 4 februari tot 11 februari 1945 vond in het paleis de Conferentie van Jalta plaats.
Hier kwamen Franklin D. Roosevelt, Winston Churchill en Jozef Stalin bij elkaar en werd de toekomst van het naoorlogse Europa grotendeels bepaald.
Sinds 1974 is het Livadiapaleis een museum.